# Ріроріро лорд-гаузький
Ріроріро лорд-гаузький (Petroica insularis) — вимерлий вид горобцеподібних птахів родини шиподзьобових (Acanthizidae). Ендемік острова Лорд-Гав.

## Опис
Це був невеликий коричнювато-сірий птах. Його довжина була 12 см, вага 6-7 г. Голова птаха була коричнева, навколо очей були великі світло-сірі плями; такого же світло-сірого кольору були горло і шия. Груди були світло-коричневі, як і верхня частина тіла. Нижня частина грудей була блідо-сіра з жовтим відтінком, живіт був жовтий. Верхня частина хвоста була чорно-біла, нижня частина біла. Райдужка в птаха була рожева, дзьоб тонкий і сірий.

## Поширення і екологія
Цей вид птахів був ендеміком острова Лорд-Гав в Тасмановому морі. Птах жив в густих лісах і чагарниках.

## Раціон
Птах харчувався невеликими комахами і павуками, яких він ловив в кронах дерев.

## Розмноження
Рорд-гаузькі ріроріро будували гніздо куполоподібної форми, яке підвішувалося на гілку. В кладці було 2-3 яйця рожевого кольору з коричневими плямками.

## Вимирання
Незважаючи на те, що це вид птахів був доволі поширеним на острові до початку XX століття, після 1928 року науковці жодного разу не спостерігали птаха. Однією з причин вимирання може бути поява на острові інвазивних хижаків, а саме чорних пацюків, що втекли з корабля SS Makambo, який зазнав аварії у берегів острова в 1918 році. Іншою причиною може бути епізоотія невідомої хвороби.